# Abdij van Marchiennes

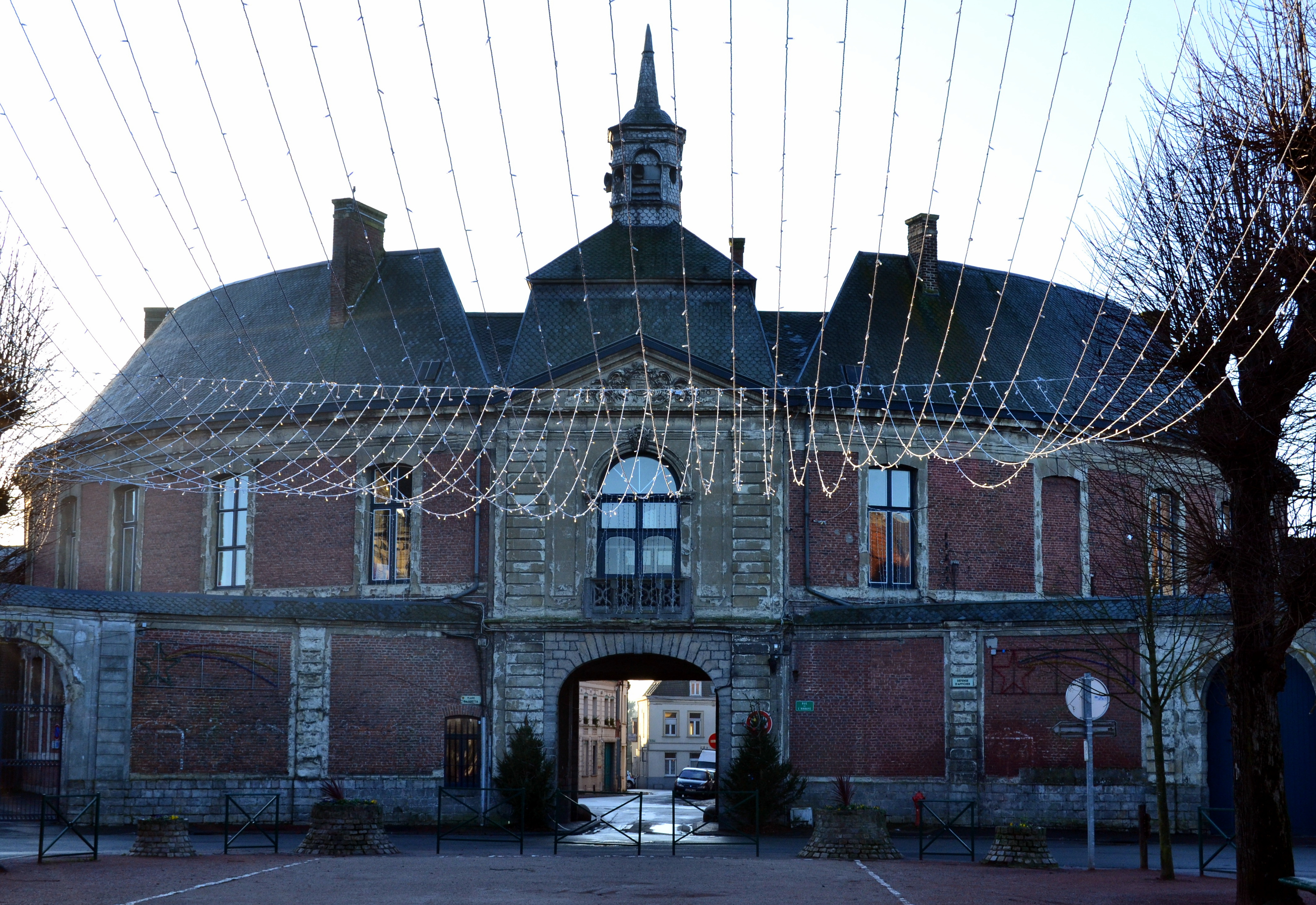
Poortgebouw

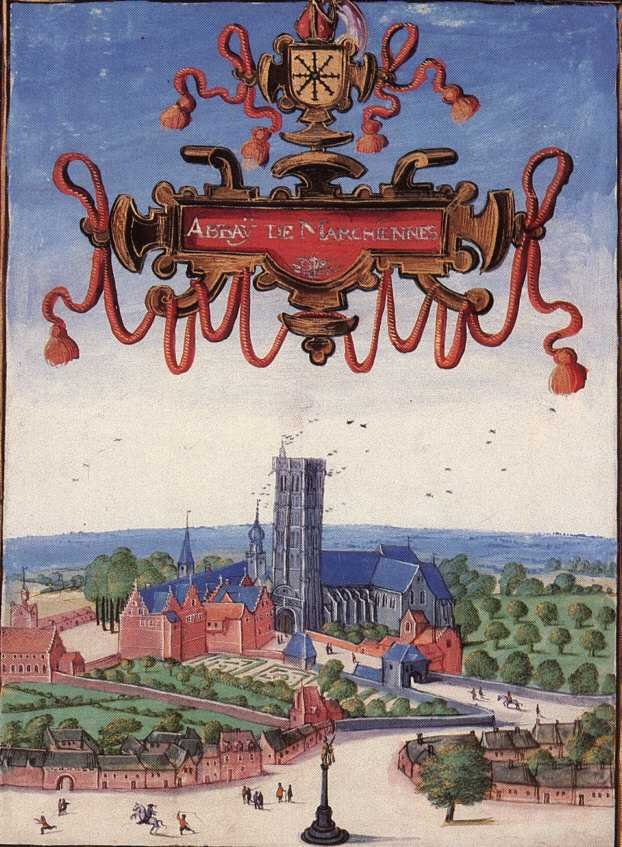
De abdij afgebeeld in de Albums van Croÿ (ca. 1598-1614)

De Abdij van Marchiennes is een voormalige benedictijnenabdij in de tot het Franse Noorderdepartement behorende plaats Marchiennes.

## Geschiedenis
Het klooster werd omstreeks 630 gesticht door volgelingen van de Ierse monnik Columbanus. Oorspronkelijk was het een mannenklooster. Nadat Adalbald van Ostrevant in 642 overleed stichtte zijn weduwe, Richtrudis, ook een vrouwenklooster daarbij, zodat een dubbelklooster ontstond. Van het vrouwenklooster werd Richtrudis de eerste abdis.
De abdij hield zich onder meer bezig met het ontginnen van de moerassen in de omtrek. Gedurende de 9e eeuw werd de abdij tot tweemaal toe door de Vikingen verwoest. Mede door de naburige Abdij van Anchin kwam de abdij weer tot bloei. In 1024 werd Marchiennes weer een zuiver mannenklooster en nam de regel van Benedictus aan, werd dus voortaan benedictijnenabdij. Het scriptorium van deze abdij produceerde een groot aantal verluchte manuscripten. Poppo van Stavelot overleed in de abdij in 1048.
In de 16e eeuw geraakte de abdij op het toppunt van zijn macht, onder meer dankzij de vrijgevigheid van de Brugse monnik Jacques Coene (1501-1542). In 1564-1570 zorgde de abdij voor de oprichting van een college aan de Universiteit van Douai, maar in 1566 werd ze geplunderd door de calvinisten, welke een groot aantal kunstschatten vernietigden.
Tot in de 18e eeuw bleef de abdij functioneren. In 1712 vond een beleg van Marchiennes plaats, waarbij de abdij en de stad werden gebombardeerd en de gebouwen gedeeltelijk werden vernield. Daarna vond herbouw plaats, maar de Franse Revolutie was er de oorzaak van dat de abdij werd opgeheven. In 1791 verlieten de laatste monniken de abdij.
In 1817 werd de toren van de abdijkerk gesloopt nadat de gebouwen tijdens de Franse Revolutie als nationaal goed waren verkocht. Slechts een poortgebouw (van 1748) en enkele dienstgebouwen, zoals de brouwerij, bleven bewaard. In 1974 werden de overblijfselen van de abdij geklasseerd als monument historique.

## Bron
Dit artikel of een eerdere versie ervan is een (gedeeltelijke) vertaling van het artikel Abbaye Sainte-Rictrude et Saint-Pierre de Marchiennes op de Franstalige Wikipedia, dat onder de licentie Creative Commons Naamsvermelding/Gelijk delen valt. Zie de bewerkingsgeschiedenis aldaar.

- Bibliothèque nationale de France: cb12552666d (data)
- International Standard Name Identifier: 0000 0001 2175 5611
- Library of Congress Control Number: no2007003739
- Système universitaire de documentation: 034812660
- Virtual International Authority File: 144223527